# Ambulyx clavata
Ambulyx clavata là một loài bướm đêm thuộc họ Sphingidae. Nó được tìm thấy ở Sundaland.
Ấu trùng ăn Lagerstroemia species.

## miêu tả

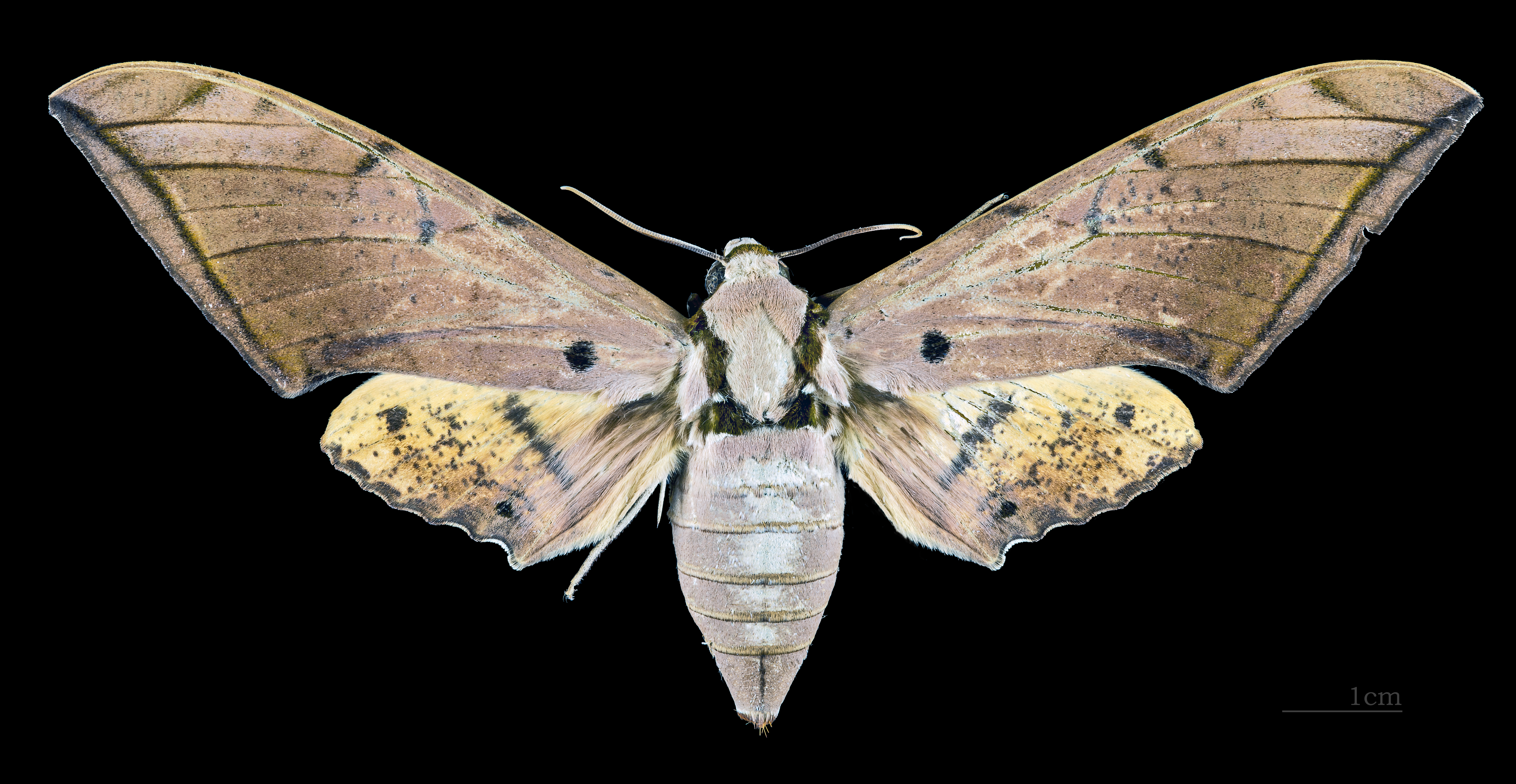
♀
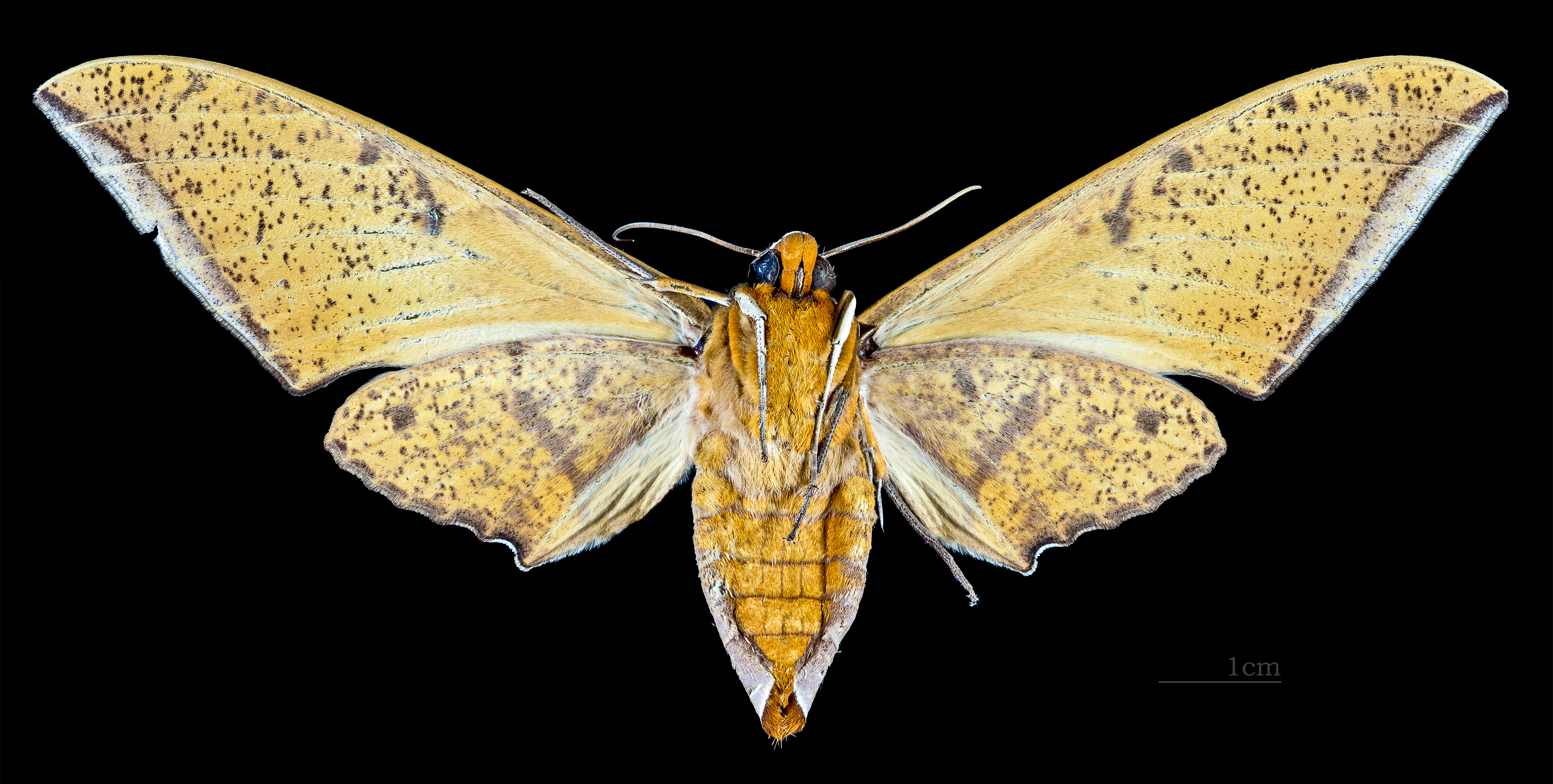
♀ △